# 長柄菊
長柄菊（学名：Tridax procumbens），又名羽芒菊，为菊科羽芒菊属下的一种多年生草本植物，莖匍匐，具有粗毛，葉卵形或披針形，边缘有鋸齒。緣或分裂。單花頂生，花冠白色，心花黃色。结瘦果。它原產於熱帶美洲，後來引種到其他地區，並在美國等地成為入侵物種。
种名procumbens意为平卧的。